# IC 1418
IC 1418 је спирална галаксија у сазвјежђу Пегаз која се налази на листи објеката дубоког неба у Индекс каталогу.
Деклинација објекта је + 4° 23' 5" а ректасцензија 22h 1m 59,9s. Привидна величина (магнитуда) објекта IC 1418 износи 14,2 а фотографска магнитуда 15,1. IC 1418 је још познат и под ознакама MCG 1-56-9, CGCG 403-16, PGC 67872.